# Juan de la Cierva y Hoces
Juan José de la Cierva y Hoces (Madrid, 31 de marzo de 1929-Ibidem. 24 de junio de 2020) fue un inventor e ingeniero español. En 1970 se convirtió en el primer español galardonado con el premio Óscar por su contribución técnica al mundo del cine y de la aviación. Registró más de cincuenta patentes.

## Biografía
Hermano del historiador y exministro Ricardo de la Cierva y sobrino del inventor del autogiro, Juan de la Cierva y Codorníu, estudió el bachillerato en el Colegio de Areneros (jesuitas); tras ser premiado al graduarse comienza sus estudios universitarios en la Escuela Superior de Ingenieros de Telecomunicación de Madrid.
Pronto, siguió los pasos de su tío y comienzo su labor investigadora e inventiva; en 1947 patenta su primera invención un registrador de llegadas de carreras de caballos, que fue instalado en el hipódromo de la Zarzuela de Madrid. En 1950 fue uno de los pioneros en poner en marcha las primeras emisiones de Radio Televisión Española.
En 1954 se trasladó a Cuba, donde participó en la construcción del helicóptero C-54. En 1959, con el cambio de régimen en la isla, se trasladó a Estados Unidos. Allí cofundó Dynasciences Corporation, una compañía aeronáutica donde colaboró en la elaboración del Handbook for Helicopter Stability and Control para el Departamento de Defensa de los Estados Unidos. Su siguiente trabajo en Dynasciences fue el Dynalens, por el que obtuvo el premio a la mejor contribución técnica a la industria cinematográfica durante 1970. El Dynalens era un estabilizador óptico utilizado para eliminar los efectos de movimiento, vibraciones y desenfoque de las cámaras. Tora! Tora! Tora! fue la primera película en hacer uso de este invento. Durante su etapa estadounidense inventó un aparato de descarga de electricidad estática para helicópteros, una aeronave no tripulada (UAV), con posicionamiento GPS (1972).
Entre 1975 y 1979 se ocupó del sistema de seguridad de La Zarzuela y de La Moncloa. trabajando también en el desarrollo de otros proyectos, como el cañón antimisiles Meroka. En 1979 se estableció en EE. UU., huyendo de la justicia española, que en 1981 finalmente lo procesó por apropiación indebida.
Prosiguió trabajando durante años tanto para el departamento de defensa en Estados Unidos, como para IBM, EDS y otras importantes empresas. Trabajó también en el desarrollo del protocolo MPEG que sirvió como base a la moderna TDT.
En 1997 volvió a fijar su residencia en España. Su último invento fue el heligiro, en 2004.
Casado con Eloísa, el matrimonio tuvo cuatro hijos: Juan, Rosa, Ricardo y Eloísa.
Falleció el 24 de junio de 2020 en Madrid a los noventa y un años. Tras su fallecimiento los Premios de Periodismo sobre Aviación en Español que se otorgan cada año, pasaron a denominarse Premios de Periodismo de Aviación en Español Juan de la Cierva y Hoces.